# Јаги—Уда антена
Јаги—Уда антена (транслит.), обично позната као Јаги антена, је антена која садржи низ диполских и додатних 'паразитних' елемената. 
Дипол је активни, напајани, зрачећи, елемент, а други, нешто дужи, је рефлектор (огледало). Остали краћи, 'паразитни' елементи се могу поставити испред дипола као директори (усмеривачи). Овакво решење даје антени усмереност која није карактеристична за слободни дипол. Јаги антена је усмерена у оси која је нормална на сам дипол, а истовремено је у равни у којој су и други елементи антене, директори (усмеривачи), рефлектори (огледала) и зрачећи дипол. Ако раширите руке у облику дипола и замислите да је рефлектор иза вас, највећи добитак сигнала ћете имати за сигнале који долазе право испред Вас.
Јаги антене могу имати више усмеравајућих елемената, директора, који су поређани у низу на међусобном растојању приближно четвртине таласне дужине, а дужине нешто мало краће од половине таласне дужине (и све краће у низу). Оваква конструкција обезбеђује антени да постиже различите одзиве на разним опсезима, што је одређено дужином, пречником и размаком међу појединим елементима. Међутим, укупан добитак антене је сразмеран укупној дужини, а не броју елемената.
Сви елементи антене обично леже у истој равни, монтирани су на шипкасте носаче или унакрсне шипке. Паразитни елементи не морају лежати у истој равни већ могу бити са обе стране равни симетрије.
Мноштво Јаги-Уда антена су дизајниране да оперишу са вишеструким опсезима (енгл. Bands); завршни дизајн антене који је чини компликованом је присуство калема тзв. „замке“ (енглески: Traps) у елементима антене. Ово међутим смањује ефикасност низа на било којој датој фреквенцији, радикално утиче на одговор у жељеном правцу.
Јаги-Уда антена је измислио 1926. година Шинтаро Уда са Тохоку универзитета, Сендаи, Јапан, уз сарадњу Хидетсугу Јагија са истог универзитета. Јаги је објавио први чланак на енглеском језику о овој антени 1928. па је антена повезана са његовим именом. Ипак, Јаги је увек наглашавао да је Уда дао главни допринос дизајну антене, и исправно име за антену је Јаги-Уда.

Прво масовно коришћење Јаги антена доживљава током Другог светског рата на авионским радарима, због своје функционалности и дирекционих карактеристике. Иронично је да многи јапански радарски инжењери нису знали за Јаги антену све до самог краја рата, због конкуренције између јапанске армије и морнарице. Ове антене се могу видети на носевима многих авиона из Другог светског рата, између осталих на неким верзијама немачког Јункерс Ју-88 ловца бомбардера и британског Авро Ланкастер бомбардера.